# Střítež (district de Frýdek-Místek)
Pour les articles homonymes, voir Střítež.
Střítež (en polonais : Trzycież ; en allemand : Trzitiesch) est une commune du district de Frýdek-Místek, dans la région de Moravie-Silésie, en République tchèque. Sa population s'élevait à 1 054 habitants en 2021.

## Géographie
Střítež se trouve à 8 km à l'ouest du centre de Třinec, à 15 km à l'est de Frýdek-Místek, à 28 km au sud-est d'Ostrava et à 300 km à l'est-sud-est de Prague.
La commune est limitée par Vělopolí au nord, par Ropice à l'est, par Smilovice au sud, et par Hnojník à l'ouest.

## Histoire
La première mention écrite de la localité date de 1305.

## Transports
Par la route, Střítež se trouve à 10 km de Třinec, à 18 km de Frýdek-Místek, à 39 km d'Ostrava et à 369 km de Prague.